# Lamberto Dalla Costa
Lamberto Dalla Costa   (Crespano del Grappa, 14 d'abril de 1920 - Bèrgam, 29 d'octubre de 1982) fou un pilot de bob i aviador italià que va competir durant la dècada de 1950.
Dalla Costa es va allistar com a voluntari a la Regia Aeronautica quan tenia poc més de 20 anys. Es va convertir en pilot de caça i ascendí fins a aconseguir el rang de mariscal. Per tot plegat fou recompensat amb una medalla de plata al valor.
El 1956 va prendre part en els Jocs Olímpics d'Hivern de Cortina d'Ampezzo, on guanyà la medalla d'or en la prova de bobs a dos del programa de bob. Formà parella amb Giacomo Conti. Aquesta fou l'única medalla d'or aconseguida per l'equip amfitrió en aquests Jocs.